# Tsau Sz Au
Tsau Sz Au (kinesiska: 走私坳) är ett bergspass i Hongkong (Kina). Det ligger i den norra delen av Hongkong. Tsau Sz Au ligger 279 meter över havet.
Terrängen runt Tsau Sz Au är kuperad. En vik av havet är nära Tsau Sz Au åt sydväst.  Centrala Hongkong ligger 9,0 km söder om Tsau Sz Au. I omgivningarna runt Tsau Sz Au växer i huvudsak städsegrön lövskog.